# 2013年全港運動會
第四屆全港運動會（英語：The 4th Hong Kong Games，簡稱第四屆港運會）是香港每兩年舉行一屆的綜合性運動會，本屆運動會於2013年4月27日至6月2日舉行；並以全港十八區作為參賽單位。
本屆港運會為家是香港亮點活動

## 目的
在社區層面提供更多體育參與、交流和合作的機會，鼓勵市民積極參與體育運動，從而提升地區體育水平，增加市民對居住地區的歸屬感；同時促進十八區之間的溝通和友誼，加強社區的凝聚力。

## 籌備
本屆運動會由體育委員會主辦；社區體育事務委員會作統籌單位；而康樂及文化事務署、十八區的區議會、中國香港體育協會暨奧林匹克委員會以及比賽項目的體育總會則為協辦機構。

## 參賽資格
凡持有有效的香港永久性居民身份證，或香港居民身份證並在香港居住滿三年的人士，必須由所屬區議會提名，並以該區議會的名義參加比賽，並只可代表一個地區參賽；但凡於2010年至2013年期間曾經或將會獲選代表中國香港參加奧林匹克運動會、亞洲運動會、東亞運動會、中華人民共和國全國運動會、世界錦標賽或亞洲錦標賽的運動員，均不得參加。

## 開幕及閉幕典禮
本屆運動會之開幕典禮於2013年4月27日在小西灣運動場舉行。典禮中有中國人民解放軍駐香港部隊軍樂及團體操和多個綜藝表演節目，以及由2012年倫敦奧運女子跆拳道金牌運動員吳靜鈺、男子蹦床金牌得主董棟及多位本港精英運動員包括單車手李慧詩蒞臨參與燃點聖火儀式。

## 比賽項目
本屆港運會合共設有8項大項，84項小項。各項比賽中男子項目佔41項，而女子項目佔40項，男女子混合項目則佔3項。
以下是8個比賽大項：
- 田徑
- 羽毛球
- 籃球
- 五人足球
- 游泳
- 乒乓球
- 網球
- 排球

### 比賽場地
以下為各項賽事決賽舉行場地：
| 田徑           | 羽毛球           | 籃球               | 五人足球     |
| -------------- | ---------------- | ------------------ | ------------ |
| 將軍澳運動場   | 九龍公園體育館   | 中山紀念公園體育館 | 馬鞍山體育館 |
|                |                  |                    |              |
| 游泳           | 乒乓球           | 網球               | 排球         |
| 九龍公園游泳池 | 荔枝角公園體育館 | 維多利亞公園網球場 | 青衣體育館   |
|                |                  |                    |              |

## 參賽隊伍
| 港島 - 中西區 - 東區 - 南區 - 灣仔區 | 九龍 - 九龍城區 - 觀塘區 - 深水埗區 - 黃大仙區 - 油尖旺區 | 新界東 - 北區 - 西貢區 - 沙田區 - 大埔區 | 新界西 - 離島區 - 葵青區 - 荃灣區 - 屯門區 - 元朗區 |

## 推廣活動
- 開展禮

第四屆全港運動會開展禮於2012年6月11日下午在尖沙咀九龍公園拱廊舉行，大會首播第四屆港運會宣傳短片，亦同時啟動專題網頁。
- 專題講座：運動訓練及比賽全攻略 (2012年12月15日)
- 十八區誓師儀式 (2013年2月4日)
- 十八區啦啦隊大賽 (2013年3月3日)
- 倒數儀式 (2013年4月9日)

## 外部連結
- 第四屆全港運動會官方網頁（中文）